# (33494) 1999 GZ17
1999 GZ17 (asteroide 33494) é um asteroide da cintura principal. Possui uma excentricidade de 0.12703060 e uma inclinação de 14.77796º.
Este asteroide foi descoberto no dia 15 de abril de 1999 por LINEAR em Socorro.